# موگیلنو
موگیلنو (به لاتین: Mogilno) یک شهرک در لهستان است که در شهرستان موگیلنو واقع شده‌است.

## خصوصیات
موگیلنو ۸٫۳۲ کیلومترمربع مساحت و ۱۲٬۲۴۰ نفر جمعیت دارد.

## خواهرخوانده
شهر Engelskirchen خواهرخواندهٔ موگیلنو هست.